# Александар Литвињенко
Александар Литвињенко (рус. Александр Вальтерович Литвиненко; Вороњеж, 30. август 1962 — Лондон, 23. новембар 2006) је био припадник тајне службе, дисидент и бивши потпуковник КГБ-а.
Познат је по томе што је критиковао руски режим. Пребег преко Турске и касније у Лондон омогучио је олигарх Борис Березовски. Умро је јер је 1. новембра 2006. године отрован радиоактивним хемијским елементом полонијумом. У тренутку смрти је имао 45 година. Овај случај је скренуо пажњу јавности јер су се појавиле тврдње да је Литвињенка отровала руска власт. Његова смрт је изазвала заоштравање односа између Русије и Уједињеног Краљевства у току 2007. године, када су Британци протерали четворо руских дипломата, а Русија је узвратила истом мером.